# Маоистское восстание в Индии
Маоистское восстание в Индии (англ. Naxalite–Maoist insurgency) — многолетний вооружённый конфликт между правительством Индии и различными леворадикальными группировками маоистов, также известных как наксалиты. Является одним из наиболее продолжительных вооруженных конфликтов в новейшей истории. 

## История
В марте 1967 года началось восстание жителей деревни Наксалбари, поддержанное левым крылом Коммунистической партии Индии (марксистской). По названию этой деревни маоистские революционеры в Индии были названы наксалитами.
Однако уже в начале 1970-х годов по повстанческому движению властями был нанесен скоординированный удар, силы наксалитов были раздроблены.
Конфликт обострился в 2004 году после слияния ряда повстанческих группировок и образования единой Коммунистической партии Индии (маоистской). Вооруженным крылом индийских маоистов является Народно-освободительная партизанская армия. Маоистские повстанцы действуют в так называемом Красном коридоре, который тянется от южного штата Андхра-Прадеш через центральный штат Чхаттисгарх в Западную Бенгалию, под их контролем находятся территории штатов Бихар, Уттар-Прадеш и Андхра-Прадеш.
В обширном лесном районе Дандакаранья на границах штатов Андхра-Прадеш, Чхаттисгарх, Махараштра и Одиша наксалиты ещё с 1980-х годов постепенно создали «освобождённую зону». Второй по степени важности «освобожденной зоной», созданной наксалитами, стали горные и лесные районы штата Джаркханд, образованного в 2000 году. В этих районах живут племена (гонды и другие), которых принято называть термином «адиваси». Они занимаются примитивным земледелием и сбором даров леса (листьев тенду, употребляемых для скручивания сигарет, лекарственных и пищевых растений). Эти жители страдают от наплыва мигрантов из более развитых районов Индии, которые захватывают земли адиваси, эксплуатации лесных ресурсов крупными компаниями, произвола со стороны полиции и чиновников лесного департамента. В последние годы все большую угрозу адиваси представляют крупные проекты по добыче полезных ископаемых в районах их проживания.
Наксалиты убивали лесных чиновников и полицейских и создали свою систему власти в «освобождённых зонах» — Джанатана Саркар (народно-революционные комитеты). Органы новой власти на деревенском уровне именовались термином «сангам». В некоторых деревнях сангамы свергали традиционную власть деревенских старейшин и священнослужителей (грам панчаят), а в других сосуществовали параллельно с ней. Наксалиты произвели передел земли в «освобождённых зонах»: крупные землевладельцы убивались или изгонялись. Наксалиты также заставили скупщиков даров леса повысить закупочные цены. В некоторых местах часть общинной земли была отделена для коллективной обработки; урожай с такой земли делился на две части: одна часть распределялась среди крестьян, а другая была предназначена для питания наксалитских боевиков. Наксалиты стали облагать крестьян «революционным» налогом, насильно забирать крестьянскую молодежь (в том числе и девушек) в свои отряды; их «народные суды» (Джан адалат) все чаще выносили смертные приговоры крестьянам, выражавшим недовольство, практиковались также пытки и избиения.
В 2009 году индийские власти начали масштабную операцию против повстанцев. Сейчас влияние наксалитов распространяется только на отдаленные и слаборазвитые районы Индии, где они по-прежнему пользуются поддержкой местного населения. В общей сложности численность их боевиков в 2013 году составляла около 20 тысяч человек.

## Борьба властей с наксалитами
В борьбе с наксалитами участвовали Центральные силы резервной полиции, Силы защиты железнодорожных путей, батальоны «Нага» и «Мизо» (набранные из представителей народности нага и из жителей штата Мизорам, соотвественно), а также подразделения специальной полиции SPO (special police officers), набираемые из адиваси, которым часто не находится другой работы. Они высаживались в районы предполагаемого скопления наксалитов и прочесывали местность. В местности, находившиеся под полным контролем наксалитов, силы правопорядка входили не часто и лишь силами, намного превосходящими силы наксалитов. Полиция арестовывала людей по подозрению в причастности к наксалитам, при этом, по заявлениям наксалитов, правительственные силы часто не гнушались применением пыток в отношении арестованных. 
Также следует иметь в виду, что деятельность наксалитов вызывала ненависть к ним части местного населения: от «раскулаченных» землевладельцев и бывшей деревенской верхушки до людей, имевших личные обиды на наксалитскую власть. Со второй половины 1990-х годов стали возникать так называемые группы «бдительных» («Зеленые тигры», «Нарса кобры», «Красные тигры» и пр.), которые в ряде мест, например, в Андхра Прадеше, занимались запугиваниями, убийствами и похищениями людей, которые, как они полагали, были связаны с наксалитами. Власти смотрели на это сквозь пальцы.

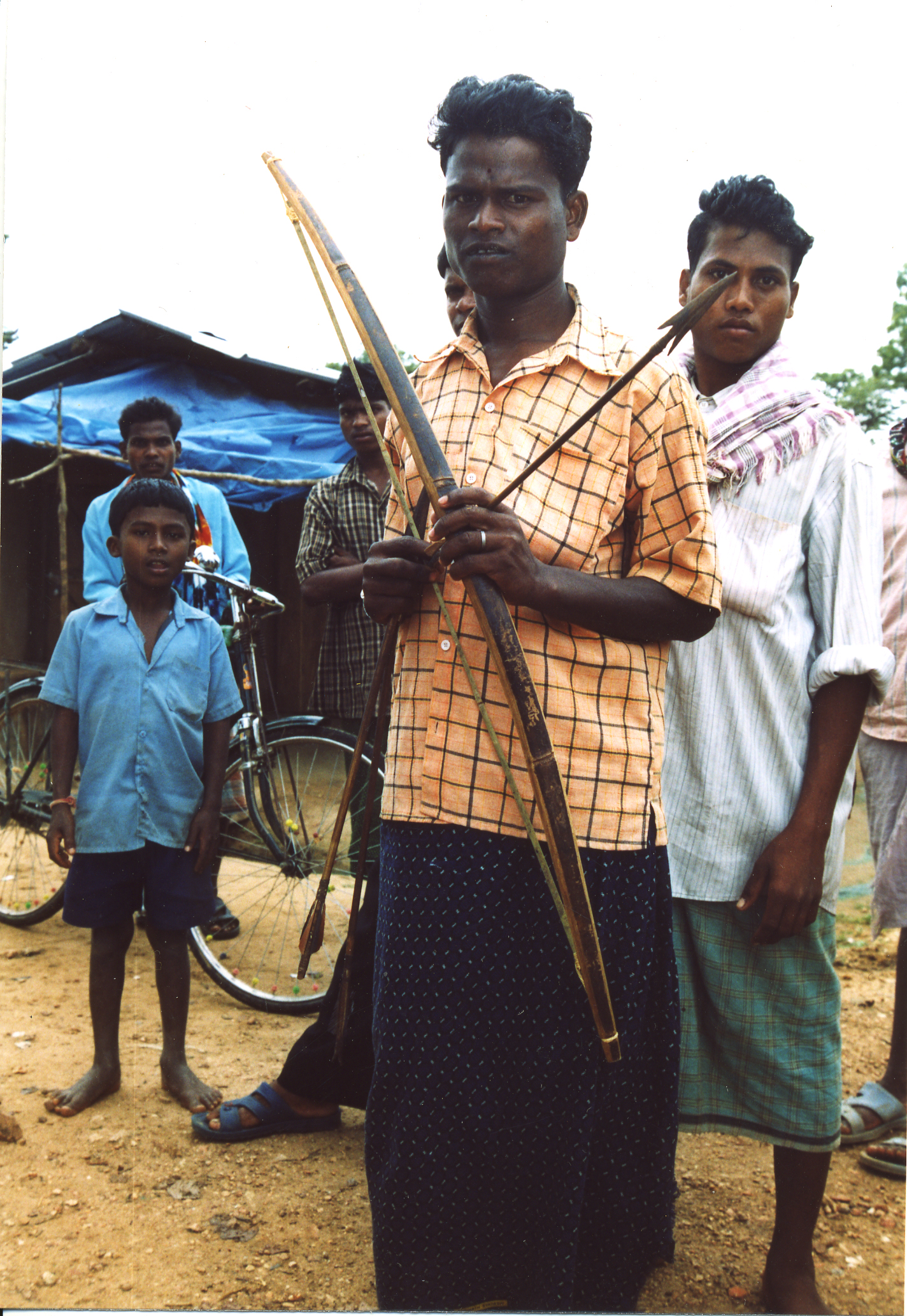
Боевики «Сальва Джудум»

Затем, в июне 2005 года, в городе Райпур, столице штата Чхаттисгарх, было создано поддерживаемое властями движение «Сальва Джудум», что на языке гонди означает «Очистительная охота». Его лидером стал местный политик Махендра Карма, выходец из адиваси и один из богатейших людей округа Дантевада. Это движение сначала организовало для борьбы с наксалитами деревенские оборонительные комитеты и патрулирование местности самими адиваси. Затем началось переселение крестьян из их деревень в так называемые «лагеря отдыха», созданные властями  по обочинам шоссе и вблизи военных блокпостов. С июня 2006 года около 60 000 адиваси из 680 деревень были размещены в 16 временных лагерях. Власти штата делали вид, что крестьяне сами бежали из своих деревень в лагеря, потому что «они настолько были терроризированы наксалитами, что предпочли жить беженцами в лагерях, чем в своих деревенских домах», но затем выяснилось, что вооруженные боевики «Сальвы Джудум» при поддержке полиции заставляли жителей переселяться в эти лагеря. Если жители какой-либо деревни подозревались в связях с наксалитами, то их угоняли насильно, а деревня сжигалась, домашний скот и птица истреблялись; при этом боевики «Сальвы Джудум», а иногда и полицейские, насиловали женщин, убивали детей и т.п. В свою очередь, наксалиты нападали на «лагеря отдыха» и убивали тех, кто был связан с «Сальвой Джудум». Согнанные в лагеря адиваси в поисках заработка поступали на полицейскую службу в качестве временных внештатных полицейских SPO. 
После активных выступлений правозащитников в 2008 году Верховный суд Индии признал «Сальва джудум» незаконной организацией, и она была формально распущена. В мае 2013 года Махендра Карма был убит наксалитами. Однако «Сальва Джудум» продолжила существовать под вывеской «отрядов Койя».